# ولادة أمة (فلم)
ولادة أمة (بالإنجليزية: The Birth of a Nation) هو فيلم من أفلام السينما الصامتة انتج في الولايات المتحدة وصدر في 8 فبراير 1915. الفيلم من إخراج وإنتاج ديفيد غريفيث وكتابة ديفيد غريفيث و«فرانك وودز» و«توماس فريدريك ديكسون» عن رواية للأخير بعنوان «رجل الجماعة» نشرت عام 1905. يتحدث الفيلم عن علاقة عائلتين أمريكيتين خلال الحرب الأهلية الأمريكية ثم عصر إعادة الإعمار. من ناحية كان الفيلم ثورياً في تقنيات التصوير والإخراج والمونتاج وطريقة رواية القصة ويعتبر من أهم الأفلام في تاريخ السينما الأمريكية، ومن ناحية أخرى كان ذا طابع عنصري وداعيا لسيادة البيض وتمجيدا لجماعة كو كلوكس كلان. وقد أثار الفيلم ضجة وقت صدوره واندلعت احتجاجات في بوسطن وفيلادلفيا، وطالبت الجمعية الوطنية للنهوض بالملونين بمنع عرض الفيلم نهائيا لكن لم يمنع، وقد منع عرضهُ في شيكاغو وبيتسبرغ، وحقق الفيلم نجاحا تجاريا ضخما غير مسبوق، وهو أول فيلم يعرض في البيت الأبيض وشاهده الرئيس وودرو ويلسون. يعتبر الفيلم أنجح أفلام عصر السينما الصامتة. وكان أكثر الأفلام تحقيقا للإيرادات حتى صدور فيلم ذهب مع الريح عام 1939.

## بطولة
- ليليان غيش
- ماي مارش
- هنري والثال
- ميريام كوبر
- رالف لويس

## الميزانية والإيرادات
بلغت تكلفة إنتاج الفيلم حوالي 112,000 دولار بينما حقق أرباحا تقدر بين 11,000,000–60,000,000 دولار تقريباً غير معروف صحتها.
- الفيلم متوفر للتحميل المجاني على أرشيف الإنترنت

## وصلات خارجية
- ولادة أمة على موقع IMDb (الإنجليزية)
- ولادة أمة على موقع الموسوعة البريطانية (الإنجليزية)
- ولادة أمة على موقع روتن توميتوز (الإنجليزية)
- ولادة أمة على موقع نتفليكس (الإنجليزية)
- ولادة أمة على موقع ألو سيني (الفرنسية)
- ولادة أمة على موقع Turner Classic Movies (الإنجليزية)
- ولادة أمة على موقع أول موفي (الإنجليزية)
- ولادة أمة على موقع فيلمافينيتي (الإسبانية)
- ولادة أمة على موقع قاعدة بيانات الفيلم (الإنجليزية)
- ولادة أمة على موقع ليتربوكسد (الإنجليزية)

1. ↑  وصلة مرجع: https://catalog.afi.com/Film/1826-THE-BIRTH-OF-A-NATION. الوصول: 6 يونيو 2019.
2. ↑  مولد أمة نسخة محفوظة 09 فبراير 2018 على موقع واي باك مشين.